# (523659) 2012 HG84
(523659) 2012 HG84, também escrito como (523659) 2012 HG84, é um objeto transnetuniano que está localizado no cinturão de Kuiper, uma região do Sistema Solar. Ele é classificado como um cubewano. Tal como acontece com os demais objetos transnetunianos, esse corpo celeste orbita o Sol a uma distância maior que a do planeta Netuno. O mesmo possui uma magnitude absoluta de 6,4 e tem um diâmetro com cerca de 231 km. O astrônomo Mike Brown liste este corpo celeste em sua página na internet como um candidato a possível planeta anão.

## Descoberta
(523659) 2012 HG84 foi descoberto no dia 17 de abril de 2012 pelo astrônomo M. E. Schwamb.

## Órbita
A órbita de (523659) 2012 HG84 tem uma excentricidade de 0,057 e possui um semieixo maior de 42,446 UA. O seu periélio leva o mesmo a uma distância de 40,011 UA em relação ao Sol e seu afélio a 44,880 UA.